# Clematis afoliata
Clematis afoliata es una especie de liana de la familia de las ranunculáceas. Es originaria de Nueva Zelanda.

## Descripción
Es una planta dioica con las flores masculinas y femeninas en plantas diferentes, alcanza un tamaño de 2 a 2,5 m de altura y tiene las flores blancas con los estambres color crema, miden de 1,5 a 2 cm de ancho, siendo las flores femeninas más pequeñas. No tiene hojas verdaderas por lo que recibe el nombre de afoliata = sin hojas.

## Taxonomía
Clematis afoliata fue descrita por John Buchanan y publicado en Transactions and Proceedings of the New Zealand Institute 3: 211, en el año 1871.
Etimología
Clematis: nombre genérico que proviene del griego klɛmətis. (klématis) "planta que trepa".
afoliata: epíteto latino que significa "sin hojas".
Sinonimia
- Clematis aphylla Colenso[5]